# Lê Trường Lưu
Lê Trường Lưu (sinh ngày 23 tháng 1 năm 1963) là một chính khách Việt Nam. Ông hiện là Ủy viên Ban Chấp hành Trung ương Đảng Cộng sản Việt Nam khóa XIII, Bí thư Thành ủy, Chủ tịch Hội đồng nhân dân thành phố Huế, Trưởng đoàn Đại biểu Quốc hội thành phố Huế khóa XV nhiệm kỳ 2021 - 2026.

## Xuất thân và giáo dục
Lê Trường Lưu sinh ngày 23 tháng 1 năm 1963 tại xã Vinh Thái, huyện Phú Vang, thành phố Huế.
Lê Trường Lưu có bằng Cử nhân Đại học Hành chính và Thạc sĩ quản lý Kinh tế, Cao cấp lí luận chính trị, chuyên viên cao cấp quản lý nhà nước.

## Sự nghiệp
Năm 36 tuổi (năm 1999), ông giữ chức vụ Giám đốc Sở Tài chính tỉnh Thừa Thiên Huế, là giám đốc sở trẻ nhất nước.
Sau đó, ông là Bí thư Thị ủy thị xã Hương Thủy.
Ông có tính cách trầm tĩnh, nhẹ nhàng, sâu sắc.
Ngày 2 tháng 6 năm 2010, tại kỳ họp chuyên đề lần thứ 8 của Hội đồng nhân dân tỉnh Thừa Thiên Huế khóa 5, các đại biểu hội đồng đã bầu Lê Trường Lưu, Tỉnh ủy viên, Bí thư Thị ủy thị xã Hương Thủy (cùng với Phan Ngọc Thọ, Kỹ sư Công nghệ khai thác dầu khí, Ủy viên UBND tỉnh, Chánh Văn phòng UBND tỉnh) giữ chức vụ Phó Chủ tịch Ủy ban nhân dân tỉnh Thừa Thiên Huế nhiệm kỳ 2004 - 2011.
Ngày 29 tháng 8 năm 2014, Hội nghị Đảng bộ tỉnh khóa XIV đã bầu Lê Trường Lưu làm Phó Bí thư Tỉnh ủy.
Ngày 24 tháng 10 năm 2014, tại Kỳ họp bất thường của Hội đồng nhân dân tỉnh Thừa Thiên Huế khóa VI, Lê Trường Lưu, Phó Bí thư Tỉnh ủy, Phó Chủ tịch Ủy ban nhân dân tỉnh Thừa Thiên Huế, đã được bầu giữ chức vụ Chủ tịch Hội đồng nhân dân tỉnh Thừa Thiên Huế nhiệm kỳ 2011-2016.
Ngày 2 tháng 10 năm 2015 tại hội nghị Tỉnh ủy Thừa Thiên Huế lần thứ 21, ông Lê Trường Lưu, Phó Bí thư Tỉnh ủy, Chủ tịch HĐND tỉnh Thừa Thiên Huế, được bầu giữ chức vụ Bí thư Tỉnh ủy Thừa Thiên Huế nhiệm kỳ 2010 - 2015.
Sau đó vào ngày 24 tháng 10 năm 2015 tại Đại hội Đại biểu Đảng bộ Thừa Thiên- Huế lần thứ XV, nhiệm kỳ 2015 - 2020, ông tái đắc cử Bí thư Tỉnh ủy khóa XV, nhiệm kỳ 2015 - 2020.
Tháng 1 năm 2016, tại Đại hội Đại biểu Toàn quốc Đảng Cộng sản Việt Nam lần thứ 12, ông được bầu làm Ủy viên Ban Chấp hành Trung ương Đảng Cộng sản Việt Nam.
Ngày 29 tháng 6 năm 2016, tại kỳ họp thứ nhất của Hội đồng nhân dân tỉnh Thừa Thiên Huế khóa 7 nhiệm kì 2016-2021, Lê Trường Lưu tái đắc cử chức vụ Chủ tịch Hội đồng nhân dân tỉnh Thừa Thiên Huế khóa 7.
Ngày 22 tháng 10 năm 2020, tại Hội nghị lần thứ nhất Ban chấp hành Đảng bộ tỉnh Thừa Thiên Huế khóa XVI, nhiệm kỳ 2020 - 2025, ông Lê Trường Lưu tiếp tục được bầu giữ chức vụ Bí thư Tỉnh ủy khóa XVI.

### Đại biểu Quốc hội Việt Nam khóa 15 nhiệm kì 2021-2026
Ngày 23 tháng 5 năm 2021, ông trúng cử đại biểu Quốc hội Việt Nam khóa 15 nhiệm kì 2021-2026, thuộc đoàn đại biểu quốc hội tỉnh Thừa Thiên Huế.
Ngày 19 tháng 7 năm 2021, ông được Đoàn ĐBQH tỉnh Thừa Thiên Huế bầu giữ chức vụ Trưởng đoàn Đại biểu Quốc hội tỉnh khóa XV, nhiệm kỳ 2021 - 2026 thay cho ông Phan Ngọc Thọ không tái cử ĐBQH.